# حمله انتحاری ۲۶ اسد ۱۳۹۸ کابل
حملهٔ انتحاری ۲۶ اسد ۱۳۹۸ کابل، یک حملهٔ مرگبار تروریستی بر یک مراسم عروسی در شهر کابل پایتخت افغانستان بود.
این حمله ساعت ۲۲:۴۰ شب در یک تالار عروسی رخ داد که در آن ۸۰ تن کشته و حداقل ۱۶۰ تن دیگر زخمی شدند. حمله بر این محفل عروسی از سوی سران سیاسی در افغانستان، عنوان جنایت علیه بشریت داده شد.
با وجود پیشینهٔ حملات متعدد انتحاری در کابل، اما حملهٔ انتحاری در یک مراسم عروسی در نوع خود بی‌پیشینه عنوان شده‌است. حدود ۱٬۲۰۰ نفر به عروسی دعوت شده بودند.«انفجار در مراسم عروسی در کابل ده‌ها کشته و زخمی برجای گذاشته‌است». رادیو فردا. ۲۶ اسد ۱۳۹۸.

## وقوع رویداد
این حادثه ساعت ۲۲:۴۰ شب به وقت محلی اتفاق افتاده‌است.
یک حمله‌کنندهٔ انتحاری که وارد بخش مردانهٔ این مراسم عروسی شده بود، مواد خود را در نزدیکی جایگاه داماد انفجار داد.
محمد فرحق، یکی از مدعوین این عروسی گفته او در لحظهٔ انفجار در قسمتی که به میهمانان زن اختصاص داشت بوده و برای همین جان سالم به در برده‌است.
«در قسمت آقایان تقریباً هیچ‌کس سالم نمانده. همهٔ مردها یا کشته یا مجروح شده‌اند. برای ۲۰ دقیقه سالن پر از دود بود. همه گریه می‌کردند و فریاد می‌زدند. با وجود گذشت حدود دو ساعت از زمان انفجار امدادگران هنوز مشغول بیرون آوردن قربانیان از داخل سالن هستند.»
این انفجار در منطقهٔ اکثراً شیعه‌نشین پایتخت افغانستان روی داده‌است.

## واکنش‌ها
عبدالله عبدالله رئیس اجرایی حکومت وحدت ملی افغانستان حمله بر غیرنظامیان را جنایت جنگی و عمل ضدبشری عنوان کرد. او گفت که تروریستان ثابت کردند که به هیچ دین و آیینی معتقد نیستند.
این حمله واکنش‌های زیادی را در پی داشت. هزاران تن از فعالان شبکه‌های اجتماعی از دولت خواستند تا جشن استقلال ۲۸ اسد را لغو کند.
وزیر خارجهٔ افغانستان در پیامی گفت که این‌چنین حملات انسان را به وحشت می‌اندازد.
پیتر پروگل، سفیر آلمان در کابل در واکنش به این انفجار در صفحهٔ تویتترش نوشته: «از انفجار شب گذشته در مراسم عروسی در کابل و هدف قرار گرفتن غیرنظامیانی که سعی داشتند لحظاتی را در افغانستان جنگ‌زده عادی زندگی کنند عمیقاً شوکه شده‌ام. این بیش از دهشت است. احمقانه است.»